# Girard-Perregaux
Girard-Perregaux (Pronúncia Francesa: [ʒiʁaʁ pɛʁəɡo], zhi-rar perəgo) é uma empresa suíça de fabrico de relógios da Alta Relojoaria (Haute Horlogerie) com origem em 1791. Está situada em La Chaux-de-Fonds, na Suíça, e é parte do Grupo Sowind, uma subsidiária da Kering.

## História
Em 1791, o relojoeiro e ourives Jean-François Bautte assinou seus primeiros relógios. Ele criou uma empresa de manufatura em Genebra, e pela primeira vez, agrupou todas as facetas da relojoaria da época, o que significa que desde a concepção do relógio percorrendo todo o caminho até a montagem final e polimento manual de cada peça estavam sob o mesmo teto. Em 1852, o relojoeiro Constant Girard fundou a empresa Girard & Cie em La Chaux-de-Fonds. Ele, então, se casou com Marie Perregaux e a Manufatura Girard-Perregaux  nasceu em 1856. Em 1906, Constant Girard-Gallet, que assumiu o controle da fábrica de seu pai, assumiu a Bautte House e se fundiu com a Girard-Perregaux & Cie. Desde então, a marca continua com as suas atividades através da sua posição conquistada nos anos 1980 no domínio de prestigiados relógios mecânicos, Alta Relojoaria (Haute Horlogerie), sob a liderança da família Macaluso. Em 2011, o Grupo Sowind, que inclui a  Girard-Perregaux, tornou-se subsidiária da Kering.
A Manufatura tem cerca de 80 patentes na relojoaria e é responsável pela origem de muitos conceitos inovadores.
- 1880: Constant Girard produziu a primeira grande produção comercial de relógios de pulso, feita para oficiais da Marinha alemã e ordenados por German Kaiser Wilhelm I. Dois mil relógios foram encomendados e produzidos, o que representa a primeira comercialização importante de relógios de pulso.
- 1965: Girard-Perregaux criou o primeiro movimento mecânico de alta frequência, em que o balanceador bate a 36.000 vibrações/hora : o Gyromatic HF.[3]
- 1967: Girard-Perregaux recebe o Prêmio Centenário do Observatório Astronômico de Neuchatel em reconhecimento pelas suas realizações  da Manufatura em geral, e especificamente para o Cronômetro Observatório de pulso que usou o movimento  do Gyromatic HF.
- 1970: Girard-Perregaux apresenta ao mundo o seu primeiro relógio de pulso equipado com um movimento de quartzo e no ano seguinte o segundo modelo com vibração a 32.768 hertz, a frequência permanece o padrão universal para relógios de quartzo nos dias de hoje.
- 2008: A marca apresenta um escape de força constante no SIHH (International Show of High-End Watch making) distinguindo-se de todos os outros escapamentos conhecidos até hoje.

## Manufatura
Girard-Perregaux tem sido reconhecida como uma manufatura de movimentos e relógios e uma fabricante de caixas e pulseiras. Eles reúnem algumas dezenas de funções diferentes sob o mesmo teto: relojoeiros, engenheiros, decoradores de movimento, polidores, etc.
Esta abordagem global, fundada no saber-fazer da relojoaria tradicional artesanal, lhes permite criar relógios de alta qualidade e movimentos desde a fase de montagem percorrendo  todo o caminho até o revestimento final.
A Manufatura Girard-Perregaux desenha e desenvolve seus próprios movimentos:
- Uma grande coleção de movimentos de alto padrão , dos quais o Turbilhão de três pontes de ouro é uma peça emblemática.
- Uma gama completa de movimentos mecânicos automáticos (GP2700, GP3200, GP3300, GP4500), que podem ser usados em vários tipos de relógios, tendo servido como base na construção de mecanismos complicados.
- Movimentos Quartz.

## Coleções

### Turbilhão com três pontes de ouro

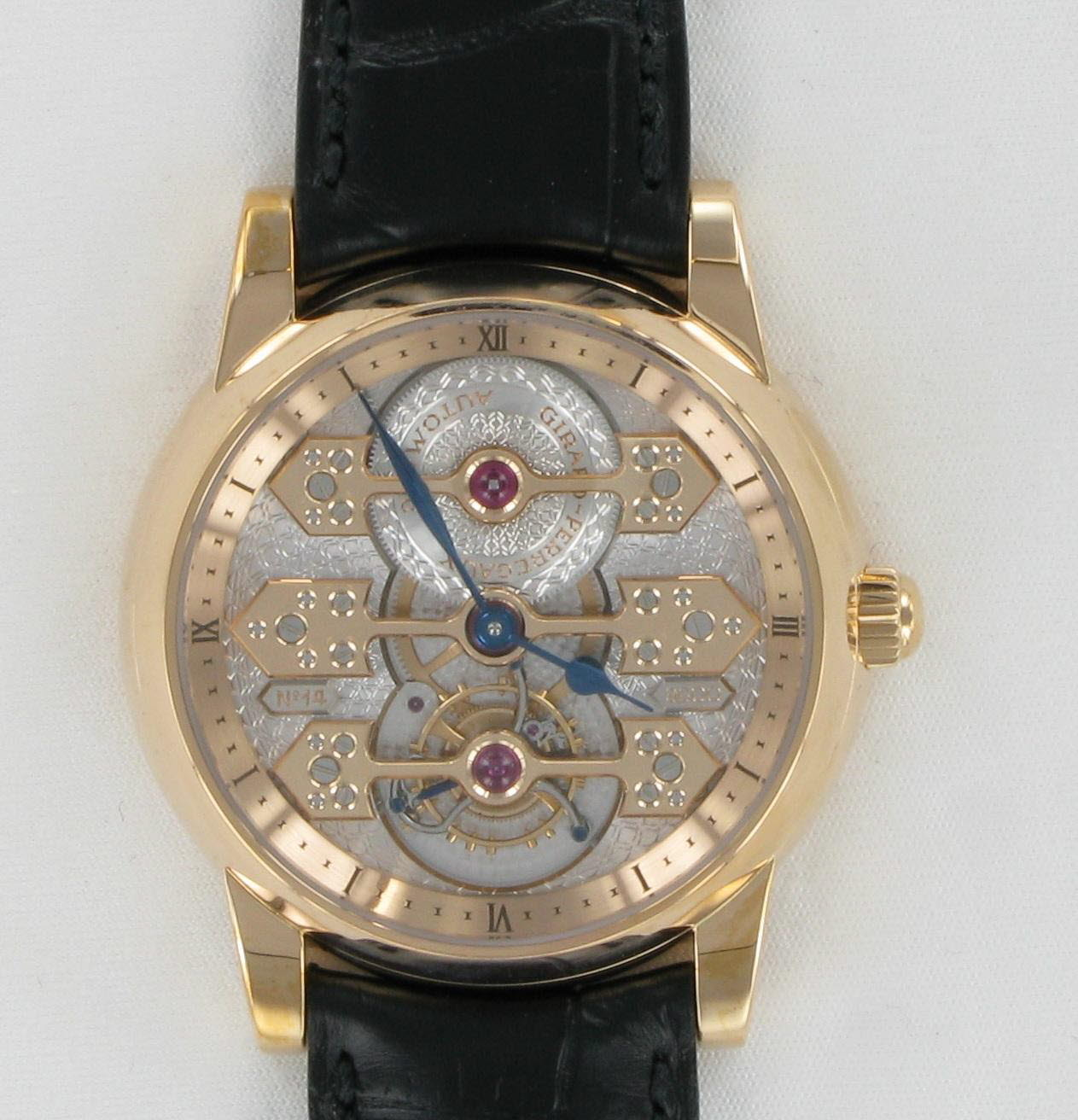
Tourbillon sous trois ponts d'or.

É o modelo emblemático da Girard-Perregaux
Em 1884, Constant Girard submeteu ao Escritório de Patentes dos Estados Unidos a patente do desenho do movimento "Turbilhão com três pontes de ouro." As três pontes foram redesenhadas com a forma de flechas e posicionadas paralelas umas às outras. O movimento já não era apenas um elemento funcional e técnico apenas, mas também tornou-se um elemento de design em todos os sentidos. Em 1889 o Turbilhão com três pontes de ouro foi premiado com uma medalha de ouro na
Exposição Universal de Paris. Em 1980, Girard-Perregaux decidiu fazer 20 peças em conformidade com o original de 1889: 1500 horas de trabalho foram necessárias para criar o primeiro. Desde então, o Turbilhão com três pontes de ouro é oferecido em diferentes versões, e é por vezes associada a outras complicações relojoeiras.

### Modelos principais

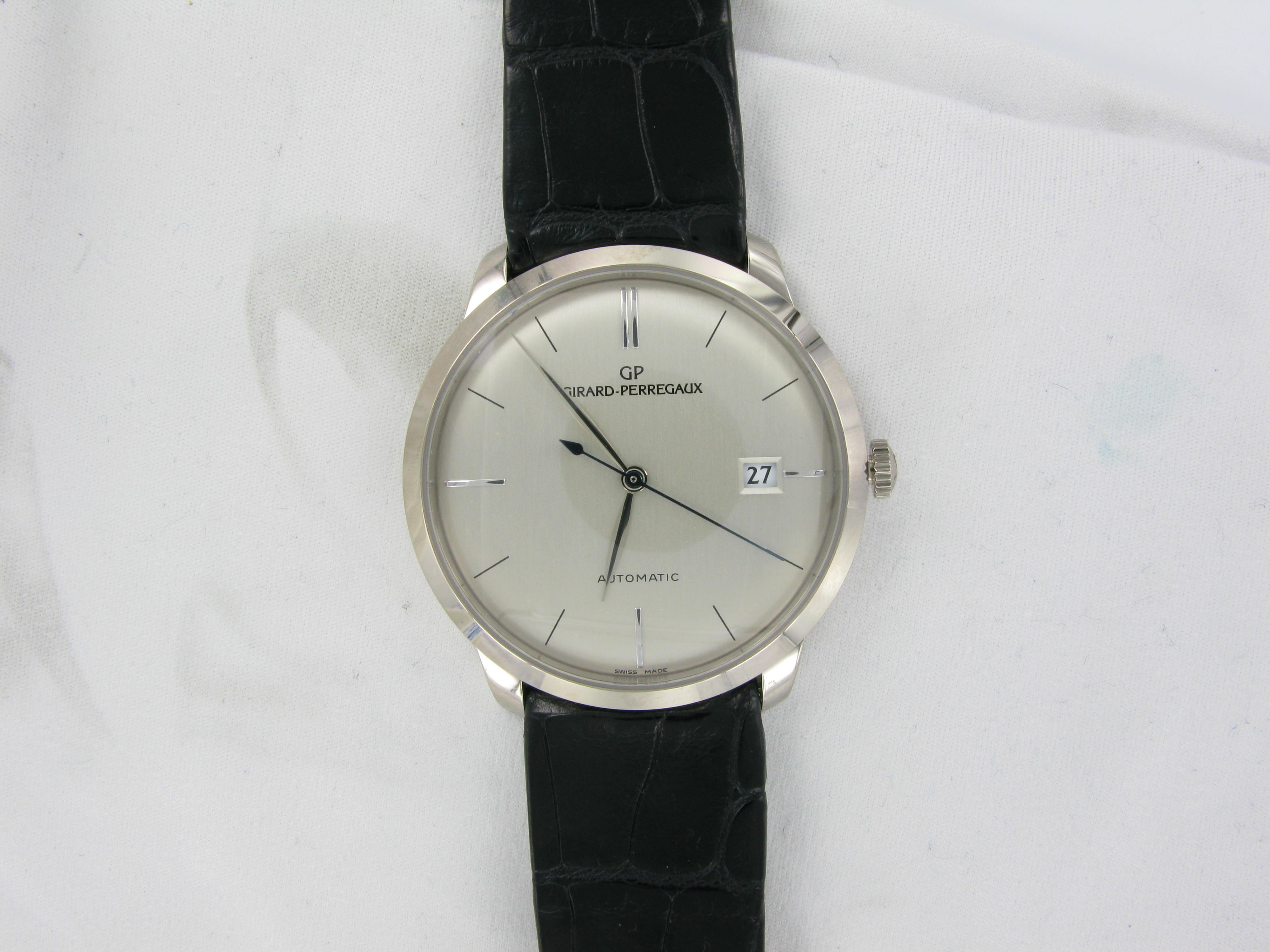
Girard-Perregaux 1966.

Fora da coleção de relógios manufaturados da Alta Relojoaria, os relógios mais conhecidos da Girard-Perregaux são: Vintage 1945 (com caixa retangular e design inspirado em um relógio de estilo Art Deco, de 1945), ww.tc (esta coleção apresenta 24 fusos horários no mostrador), Girard-Perregaux 1966, Laureato Evo, e a Cat´s Eye (uma linha de relógios femininos).
Girard-Perregaux é também famosa pela sua assinatura em complicações: o Turbilhão Bi-Axial, que lançou esta complicação em um número de relógios de edição limitada, incluindo o lançamento em 2012  do relógio de pulso Bi-Axial Tourbillon DLC Titanium, que renovou a linha apresentando uma moderna caixa de titânio.
Girard-Perregaux introduziu recentemente novos modelos nas linhas Vintage 1945 e 1966 para 2012, em relação a 1966 foi introduzido um novo Girard-Perregaux 1966 Full Calendar  e um 1966 Chronograph, que tem se destacado como um novo grande clássico de Girard-perregaux. Este 1966 é um modelo com caixa ligeiramente maior do que os previamente criados com caixa de 42 mm e pode ser um sinal das novas exigências da comunidade entusiasta relógio para os relojoeiros.
Quanto ao Vintage 1945, ele volta com  três pontes de ouro rosa e caixa com design retangular. O Vintage 1945 é alimentado pelo Girard-Perregaux 9600-0019, movimento mecânico de corda automática, um movimento completamente feito na manufatura.

## Museu Girard-Perregaux
Desde 1999, a Villa Marguerite, um prédio em La Chaux-de-Fonds do início do século XX, passou a abrigar o Museu Girard-Perregaux. A seleção de relógios antigos e documentos que ilustram a história da marca estão expostos no local.